# Krzysztof Tronczyński
Krzysztof Stanisław Tronczyński (ur. 8 maja 1952, zm. 10 lutego 2017) – polski lekarz i urzędnik, podsekretarz stanu w Ministerstwie Zdrowia. 

## Życiorys
Był lekarzem psychiatrą. W rządzie Jerzego Buzka był podsekretarzem stanu w Ministerstwie Zdrowia. Pełnił wówczas między innymi funkcję szefa departamentu Gospodarki Środkami Farmaceutycznymi i Materiałami Medycznymi, był również współautorem ustawy o zdrowiu psychicznym. Piastował także funkcję prezesa Zarządu Fundacji Zatrzymaj Depresję oraz wiceprezesa Stowarzyszenia Jazzowego „Melomani”.
Był lekarzem Miasta Łodzi.
W ostatnich latach życia zmagał się z chorobą nowotworową. Zmarł 10 lutego 2017 i został pochowany w alei zasłużonych cmentarza Doły w Łodzi.